# Минчев, Теньо
Теньо Тенев Минчев (род. 3 марта 1954, село Любеново, Болгария) — болгарский футболист, игрок сборной Болгарии по футболу, полузащитник оборонительного плана, позднее — защитник. Мастер спорта Болгарии.
Первый футбольный легионер в СССР.

## Карьера игрока
Играл на родине в Стара-Загоре за клубы «Берое» (1972—1984, 1985—1987) и «Локомотив» (1984, 1987—1988). В составе «Берое» становился чемпионом Болгарии в 1986 году, бронзовым медалистом в 1972 году, финалистом Кубка Советской Армии (предшественника Кубка Болгарии) в 1973, 1979, 1980 гг., двукратным победителем Балканского Кубка (1983, 1984), был капитаном команды. В высшем дивизионе Болгарии провёл 308 матчей и забил 23 гола. В еврокубках в составе «Берое» провёл 11 матчей. Сыграл 4 игры за национальную сборную Болгарии.

### «Крылья Советов»
Куйбышев и болгарская Стара-Загора были городами-побратимами. В августе 1988 года в Стара-Загору приехал председатель Куйбышевского облспорткомитета Владимир Алексеевич Заворин, подписал договор о сотрудничестве и предложил футболисту местного «Локомотива» Теньо Минчеву выступить за куйбышевские «Крылья Советов».
Минчев окончил высший институт физкультуры имени Димитрова в Софии и собирался стать тренером. Он принял предложение во многом для того, чтобы посмотреть на то, как играют в футбол в СССР. Первый матч за «Крылья Советов» провёл 23 января 1989 (во второй лиге — 23 апреля).
Всего сыграл 39 матчей и забил 2 гола (в первенстве — 28, Кубке СССР — 2, первенстве РСФСР — 5 (1), международных встречах — 4 (1)).
После окончания сезона уехал домой. После возвращения в Болгарию работал тренером низших лиг, тренером-селекционером, один год отработал в «Берое»
В 2000 году работал преподавателем физкультуры в русской гимназии № 1 города Стара-Загора.
Сын — также футболист Симеон Минчев (р. 1982).